# Bamberg (Dél-Karolina)
Bamberg település az Amerikai Egyesült Államok Dél-Karolina államában, Bamberg megyében, melynek megyeszékhelye is. Lakosainak száma 3076 fő (2020. április 1.).

## Népesség
A település népességének változása:

| 2010 | 3 607 |
| 2020 | 3 076 |